# Il trionfo del sole
Il trionfo del sole (titolo originale The Triumph of the Sun) è un romanzo di Wilbur Smith, pubblicato nel 2005.

## Trama
Nel 1884 a Karthoum, la città degli elefanti, vivono tre sorelle, figlie del console britannico Benbrook: la giovane Rebecca e le piccole gemelle Amber e Saffron, che conosceranno cosa sia la morte e l'orrore. Durante tranquille giornate passate insieme faranno la conoscenza di Ryder Courtney e di Penrod Ballantyne, due uomini che segneranno la loro vita. Sotto l'attacco del nuovo leader religioso, Mahdi, durante l'assedio perdono il padre, la speranza e sé stesse; ma il destino vorrà che le gemelle riescano ad uscire vive ed incolumi, grazie al sacrificio di Rebecca, che si convertirà all'Islam e, dopo la morte del Mahdi, diventerà la moglie di colui che ha portato la morte a gente innocente ed al padre: Osman Atalan. Tutto ciò accade lì dove il Nilo ha origine, alla confluenza tra il Nilo Azzurro ed il Nilo Bianco, un luogo dove l'unico a vincere è sempre il sole.

## Edizioni
- Wilbur Smith, Il trionfo del sole, La Gaja scienza, Longanesi, 3 marzo 2005,  p. 591, ISBN 9788830420953.

- Wilbur Smith, Il trionfo del sole, Teadue, TEA, 2006,  p. 586, ISBN 9788850212439.

- Wilbur Smith, Il trionfo del sole, Super TEA, TEA, 15 giugno 2017,  p. 586, ISBN 9788850248186.

- Wilbur Smith, Il trionfo del sole, I massimi TEA, TEA, 15 luglio 2021,  p. 588, ISBN 9788850260522.

- Wilbur Smith, Il trionfo del sole, traduzione di Sara Carrafini, HarperCollins Italia, 16 febbraio 2024,  p. 752, ISBN 9791259852540.